# Robert Herbin
Robert Herbin   (19è districte de París, 30 de març de 1939 - Saint-Priest-en-Jarez, 27 d'abril de 2020) va ser un jugador i entrenador de futbol francès. Ocupava la posició de defensa. Va ser internacional amb la selecció de futbol de França, participant en 23 partits i marcant 3 gols.
Amb el seu reconeixible cabell vermell, Robert Herbin és un dels grans personatges en la història del futbol francès dels anys seixanta i setanta. Va passar tota la seva carrera com a jugador a l'AS Sant-Étienne (1957-1972 / 1975), així com la major part de la seva carrera com a entrenador. Com a jugador, va ser mig de la barrera defensiva, i més tard va passar a jugar de lliure. Amb els seus socis Rachid Mekhloufi i Bernard Bosquier en particular, Robert Herbin va representar l'elit del futbol francès en aquell moment.
Robert Herbin va adquirir notorietat com a entrenador de l'AS Saint-Etienne de 1972 a 1983. Sota el seu mandat, els Verds van guanyar molts títols i van arribar al cim del futbol francès i europeu, inclosa la final de la Copa de Campions d'Europa 1975 -1976. L'equip ASSE va despertar un gran fervor popular durant aquest període a França i va marcar per a alguns comentaristes el "renaixement de l'esport francès".
Amb 23 seleccions amb l'equip francès entre 1960 i 1968, va participar en l'Eurocopa 1960 i la Copa Mundial de 1966 a Anglaterra. Era conegut com "Le Sphinx" (l'esfinx) pel seu caràcter reservat.
Va morir en el Centre Hospitalari de Sant-Etienne el 27 d'abril de 2020, als vuitanta-dos anys, a causa d'una insuficiència cardíaca i pulmonar no relacionada amb la malaltia COVID-19.

## Equips

### Com a jugador[4]
| Equip                       | País                     | Anys                     | PJ  | Gols |
| --------------------------- | ------------------------ | ------------------------ | --- | ---- |
| AS Saint-Étienne            | França                   | 1957-1972                | 412 | 88   |
| AS Saint-Étienne            | França                   | 1974-1975                | 1   | 1    |
| Selecció francesa de futbol | França                   | 1960-1968                | 23  | 3    |
| Total en la seva carrera    | Total en la seva carrera | Total en la seva carrera | 436 | 95   |

### Com a entrenador[5]
| Equip             | País           | Anys      |
| ----------------- | -------------- | --------- |
| AS Saint-Étienne  | França         | 1972-1983 |
| Olympique de Lyon | França         | 1983-1985 |
| Al-Nassr          | Aràbia Saudita | 1985-1986 |
| RC Estrasburg     | França         | 1986-1987 |
| AS Saint-Étienne  | França         | 1987-1990 |
| Red Star FC       | França         | 1991-1995 |

## Selecció de França
Va formar part de l'equip francès a la Copa del Món de 1966.

## Palmarès

### Com a jugador[4]
| Títol          | Club             | Any  |
| -------------- | ---------------- | ---- |
| Copa de França | AS Saint-Étienne | 1962 |
| Ligue 1        | AS Saint-Étienne | 1963 |
| Ligue 1        | AS Saint-Étienne | 1964 |
| Ligue 1        | AS Saint-Étienne | 1967 |
| Ligue 1        | AS Saint-Étienne | 1968 |
| Copa de França | AS Saint-Étienne | 1968 |
| Ligue 1        | AS Saint-Étienne | 1969 |
| Ligue 1        | AS Saint-Étienne | 1970 |
| Copa de França | AS Saint-Étienne | 1970 |
| Ligue 1        | AS Saint-Étienne | 1975 |
| Copa de França | AS Saint-Étienne | 1975 |

### Com a entrenador[5]
| Títol          | Club             | Any  |
| -------------- | ---------------- | ---- |
| Copa de França | AS Saint-Étienne | 1974 |
| Ligue 1        | AS Saint-Étienne | 1974 |
| Ligue 1        | AS Saint-Étienne | 1975 |
| Copa de França | AS Saint-Étienne | 1975 |
| Copa de França | AS Saint-Étienne | 1981 |